# Зуєвка
Зуєвка (рос. Зуевка) — місто (з 1944 року) в Росії, адміністративний центр Зуєвського району Кіровської области. Населення — 12,4 тис. осіб (2005). Засноване 1898 року.
Місто розташоване на Уралі, за 121 км на схід від Кірова.
У місті розташовані: ремонтно-механічний завод, механічний завод нестандартного обладнання, маслозавод, харчова фабрика, пекарня, птахофабрика, автобаза.

## Відомі народженці та жителі
- Фаїна Михайлівна Кирилова